# Gravsjön, Hälsingland
Gravsjön är en sjö i Bollnäs kommun i Hälsingland och ingår i Testeboåns huvudavrinningsområde. Sjön har en area på 0,0609 kvadratkilometer och ligger 312,6 meter över havet. Sjön avvattnas av vattendraget Stenån.

## Delavrinningsområde
Gravsjön ingår i det delavrinningsområde (677280-151388) som SMHI kallar för Utloppet av Långsjön. Medelhöjden är 343 meter över havet och ytan är 1,78 kvadratkilometer. Det finns inga avrinningsområden uppströms utan avrinningsområdet är högsta punkten. Stenån som avvattnar avrinningsområdet har biflödesordning 3, vilket innebär att vattnet flödar genom totalt 3 vattendrag innan det når havet efter 100 kilometer. Avrinningsområdet består mestadels av skog (89 procent). Avrinningsområdet har 0,36 kvadratkilometer vattenytor vilket ger det en sjöprocent på 7,5 procent.